# ウィリアム・コーエン
ウィリアム・セバスチャン・コーエン（英語: William Sebastian Cohen、1940年8月28日 - ）は、アメリカ合衆国の政治家。共和党員だが、ビル・クリントン政権で第20代アメリカ合衆国国防長官を務めた。ユニテリアン主義者である。

## 経歴

### 生い立ち
1940年8月28日にメイン州バンゴーで、ロシア系ユダヤ教徒の父とアイルランド系プロテスタントの母との間に誕生する。高校と大学時代にはバスケットボール選手として活躍しメイン州のオールチームにボウディン大学時代の活躍によりニューイングランドのスポーツ殿堂に選ばれている。これにより2001年にセオドア・ルーズベルト賞をNCAAから受賞した。大学卒業後はボストン大学のロースクールに入学し1965年に卒業した。

### 連邦議員

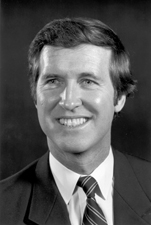
若き日のコーエン

1972年のアメリカ合衆国下院議員選挙で連邦上院議員選挙に鞍替えしたウィリアム・ハサウェイ（民主党）が選出されていたメイン州第2選挙区から出馬し初当選した。1期目は司法委員会に所属しウォーターゲート事件の調査に関わった。この時彼は共和党を離党しリチャード・ニクソン大統領の弾劾に加わった1人となった。このとき雑誌のタイムは彼を「将来のアメリカのリーダー200人」の1人と取り上げた。下院議員を3期務めた後、1978年の中間選挙で連邦上院議員選挙に出馬し、再選を目指したハサウェイを破り初当選した。その後1984年と1990年の選挙でも当選し上院議員を通算3期務めた。1996年の選挙には出馬せず彼の下で働いたスーザン・コリンズ（現在の上院議員）に選挙区を譲った。（もう1人のメイン州選出上院議員オリンピア・スノーも彼の下で働いたことがある。）
上院では軍事委員会や国家安全保障及び行政委員会（1979年から1997年）、インテリジェンス委員会（1983年から1991年・1995年から1997年）に所属、インディアン問題委員長（1981年から1983年）・高齢化に関する特別委員会委員長（1995年から1997年）を歴任した。

### 国防長官

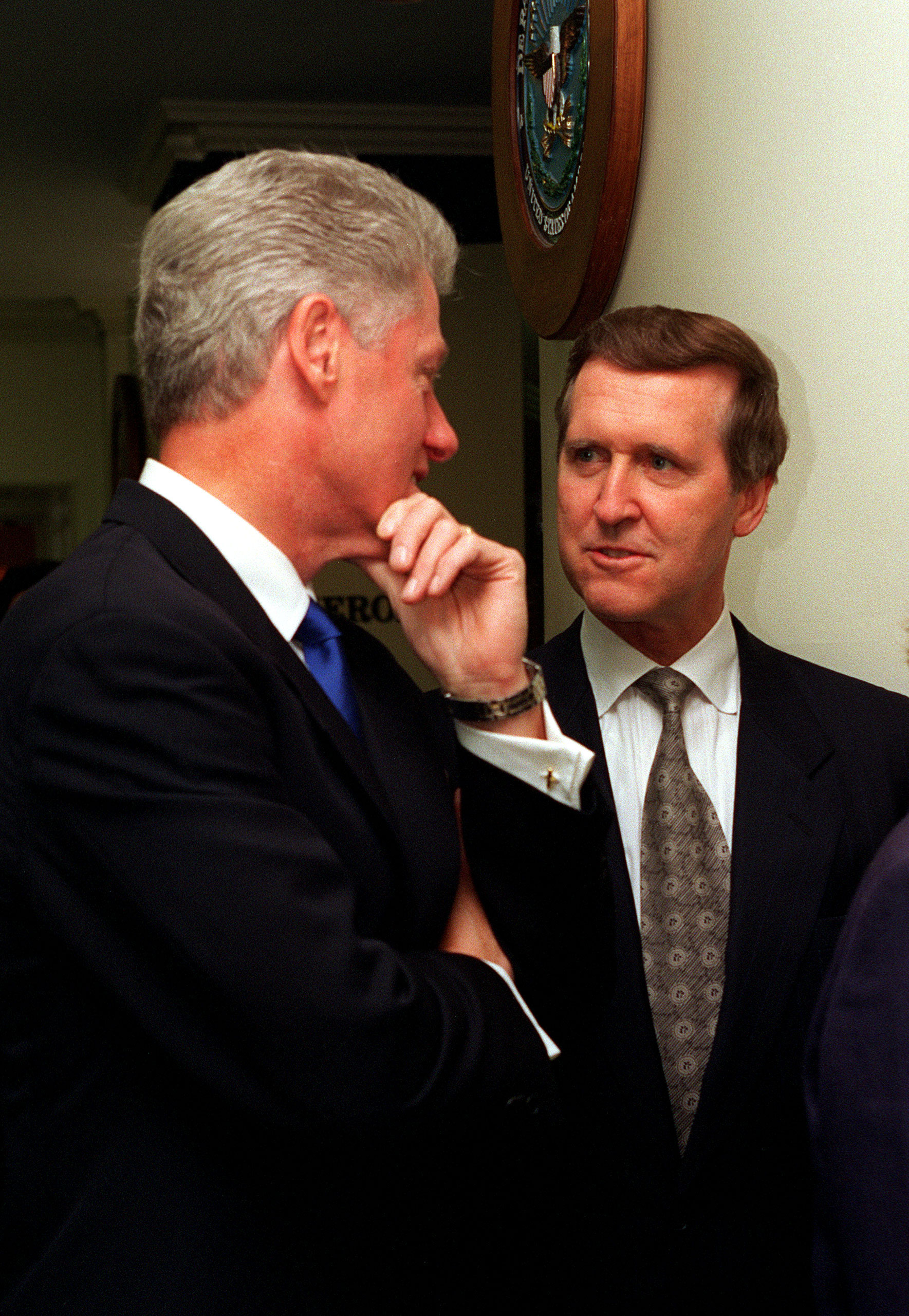
ビル・クリントン大統領と（1997年9月18日）

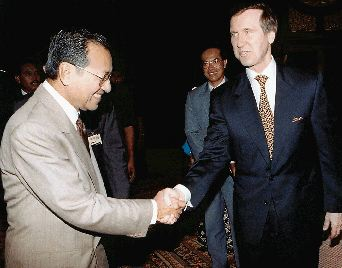
ウィリアム・コーエンとマレーシアの首相マハティール・ビン・モハマド (1998年1月12日)

上院議員引退後の1997年1月24日から2001年1月20日までは第20代アメリカ合衆国国防長官を務めた。1998年にアルカーイダによりタンザニアのダルエスラサームとケニアのナイロビでアメリカ大使館爆破事件が起きた数ヵ月後にイラクでのデザート・フォックス作戦の実施、ユーゴスラビアに対するアライド・フォース作戦の決定に関与した。2000年に欧州連合軍最高司令部最高司令官のウェズリー・クラークの解任を行っている。
4年ごとの国防計画見直しでは冷戦終結によりF-22ラプター・F-18ホーネットなど戦闘機の購入費用を削減し、アメリカ陸軍を15,000人・アメリカ空軍を26,900人・アメリカ海軍を18,000人・アメリカ海兵隊を1,500人人の合計61,700人を削減をする決定を下した。また主に州兵からなる54,000人や民間部門80,000人の削減も決定した。
またアメリカ軍内にあるレズビアンやゲイの治療・人種差別・セクシャルハラスメント問題にも取り組んだ。

### その後
現在はロビイスト会社である「コーエン・グループ」を経営し、国防関係企業を顧客としている。国防長官から裕福なロビイストへの転進ぶりがワシントン・ポストで取り上げられたこともある。また、社団法人日米平和・文化交流協会の理事も務める。
2018年秋の叙勲で旭日大綬章を受章。

## 私生活

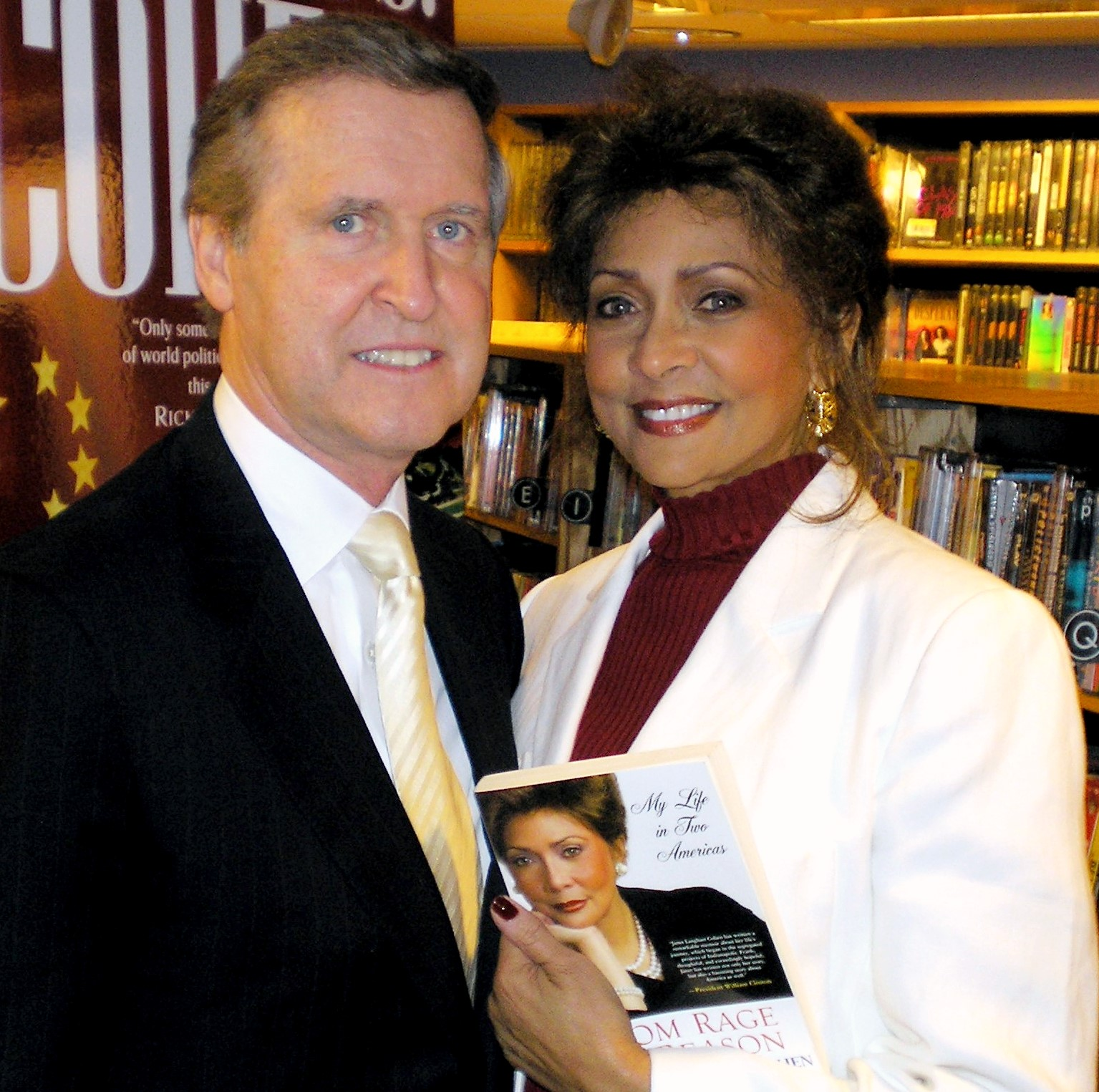
コーエンとジャネット・ランハート

1987年に最初の妻と離婚したが、1996年2月14日にアフリカ系アメリカ人のテレビジャーナリストであるジャネット・ランハートと結婚した。
2009年6月11日に夫妻でホロコースト博物館を訪れていたところ、白人至上主義者の88歳の男が銃を発砲する事件に出くわしたが怪我は負わなかった。